# Краевая, Надежда Сергеевна
Надежда Сергеевна Краевая (1921, Сергеевка — 1942, Севастополь, Крымская АССР) — секретарь Северного райкома комсомола Севастополя, участница обороны Севастополя в 1941-1942 годах.
В годы Великой Отечественной войны была первым секретарем Северного райкома комсомола города, мобилизовав все население Севастополя на активную помощь фронту, вела большую работу по проведению эвакуации женщин и детей из осажденного Севастополя. Погибла в последние дни обороны на мысе Херсонес.

## Память
- В честь неё была названа улица в Нахимовском районе Севастополя, на Северной стороне, между улицами Челюскинцев и Циолковского (улица Надежды Краевой).
- Мемориальное обозначение установлено на доме № 1 улицы Надежды Краевой.

## Ссылка
- Улица Надежды Краевой
- Севастополь: энциклопедический справочник